# Ignazio Fiorillo
Ignazio Fiorillo (ur. 11 maja 1715 w Neapolu, zm. 1787 we Fritzlar) – włoski kompozytor.

## Życiorys
Ukończył studia w Conservervatorio di Santa Maria di Loreto, gdzie jego nauczycielami byli Leonardo Leo i Francesco Durante. Przez pewien czas prowadził wędrowną operę dziecięcą, z którą w 1748 roku przebywał w Pradze. Około 1750 roku osiadł w Brunszwiku, gdzie w 1754 roku otrzymał stanowisko nadwornego kapelmistrza. Od 1762 roku był kapelmistrzem na dworze książęcym w Kassel. Po 1780 roku wycofał się z życia muzycznego.
Skomponował przeszło 50 oper, w tym m.in. Mandane (wyst. Wenecja 1736), Artimene (wyst. Mediolan 1738), Partenope nell’Adria (wyst. Wenecja 1738) i Il Vincitor di se stesso (wyst. Wenecja 1741), oratorium Isacco, ponadto szereg utworów religijnych, pięć symfonii, sześć sonat klawesynowych. Twórczość operowa Fiorilla porównywana jest do dzieł Johanna Adolfa Hassego, posiada jednak znacznie mniejszą głębię wyrazu dramatycznego.